# Hepatosplenomegalie
Hepatosplenomegalie je současné abnormální zvětšení jater (hepatomegalie) a sleziny (splenomegalie). Může se vyskytovat u řady onemocnění člověka jako je leukémie, hepatitidy nebo infekční choroby.